# На удару мафије
На удару мафије (енгл. The Hitman) је амерички акциони филм из 1991. године са Чаком Норисом у главној улози. 

## Радња филма
Полицијац из Сијетла Клиф Гарет (Чак Норис) добија нови идентитет након рањавања. Он постаје Дени Гроган, плаћени убица и инфилтрира се у редове мафије.

## Улоге
| Глумац            | Улога                    |
| ----------------- | ------------------------ |
| Чак Норис         | Клиф Гарет / Дени Гроган |
| Мајкл Паркс       | Роналд Дилејни           |
| Ал Ваксман        | Марко Лугани             |
| Алберта Вотсон    | Кристин Де Вера          |
| Салим Грант       | Тим Марфи                |
| Кен Поуг          | капетан Чејмберс         |
| Марсел Сабурин    | Андре Лакомб             |
| Вилијам Б. Дејвис | др. Еткинс               |